# Province de Soria
La province de Soria (en espagnol : Provincia de Soria) est une des neuf provinces de la communauté autonome de Castille-et-León, dans le centre de l'Espagne. Sa capitale est la ville de Soria.

## Géographie
La province de Soria est bordée au nord par La Rioja, à l'est par la province de Saragosse, au sud par la province de Guadalajara et à l'ouest par les provinces de Ségovie et de Burgos. 
On distingue :
- la Tierra de Ágreda (capitale : Ágreda) à l'est, maraîchère et forestière ;
- la Meseta Soriana (Plateau de Soria), terre à céréales et à betteraves dans la vallée du Douro.

La partie nord, frontalière de La Rioja, est pauvre, mais recèle de remarquables empreintes préhistoriques fossilisées (ichnites). Le Douro prend naissance dans la région des pinèdes (comarque de Pinares), où se trouve également la célèbre Lagune Noire d'Urbión, qui inspira à Antonio Machado son poème La terre d'Alvar González.

## Population
Soria est la province espagnole la moins peuplée, avec une densité d'environ 9 habitants/km2, un des taux les plus bas de l'Union européenne. La population de la province s'élève à 91 487 habitants en 2002, dont 40 % vivent dans la capitale Soria.

## Tourisme
La ville de Soria compte plusieurs monuments remarquables et mérite au moins une journée complète de visite. Parmi les monuments, ses églises dont la cathédrale Saint-Pierre. À visiter aussi, le Palais des Comtes de Gomore, actuel Palais de Justice et les vestiges du Monastère de Saint-Jean de Douro, situés au bord du fleuve. Les amoureux de nature pourront profiter du splendide jardin public de Soria tandis que ceux qui veulent une vie nocturne pourront écouter de la musique contemporaine dans les bars populaires de Soria, sur la place Herradores.

## Subdivisions

### Comarques
La province de Soria est subdivisée en 10 comarques :
- Campo de Gómara
- Comarque del Moncayo (Ágreda - Ólvega)
- Tierras de Almazán
- Tierras del Burgo
- Tierras de Berlanga y Fuentepinilla
- Comarque de la Ribera del Duero (San Esteban - Burgo de Osma)
- Comarque de Pinares
- Tierras Altas
- Tierra de Medinaceli
- Comarque d'El Valle

### Communes
La province compte 183 communes (municipios en espagnol), dont près de la moitié ont moins de 100 habitants et seulement douze plus de 1 000.